# (21192) Seccisergio
(21192) Seccisergio est un astéroïde de la ceinture principale.

## Description
(21192) Seccisergio est un astéroïde de la ceinture principale. Il fut découvert le 2 juillet 1994 à Stroncone par l'Observatoire astronomique Santa Lucia de Stroncone. Il présente une orbite caractérisée par un demi-grand axe de 2,45 UA, une excentricité de 0,11 et une inclinaison de 7,2° par rapport à l'écliptique.

## Compléments